# Тейлор (округ, Техас)
Округ Тейлор (англ. Taylor) — округ штата Техас Соединённых Штатов Америки. На 2000 год в нём проживало 126 551 человек. По оценке бюро переписи населения США в 2009 году население округа составляло 127 683 человек. Окружным центром является город Абилин.

## История
Округ Тейлор был сформирован в 1858 году. Он был назван в честь Эдварда Тейлора, Джоржа Тейлора и Джеймса Тейлора, трёх братьев, погибших при Аламо.

## География
По данным бюро переписи населения США площадь округа Тейлор составляет 2381 км², из которых 2371 км² — суша, а 9 км² — водная поверхность (0,39 %).

### Основные шоссе
- Федеральная австострада 20
- Шоссе 83
- Шоссе 84
- Шоссе 277
- Автострада 36

### Соседние округа
- Джонс  (север)
- Каллахан  (восток)
- Колмен  (юго-восток)
- Раннелс  (юг)
- Нолан  (запад)